# Xi Draconis
Xi Draconis (ξ Dra, ξ Draconis, Xi Draconis) è una stella della costellazione del Dragone. La sua magnitudine apparente è +3,74 e dista 112,5 anni luce dal sistema solare. Ha un nome tradizionale, Grumium, di origine latina, che significa "grugno" (del maiale).

## Osservazione
La sua posizione è fortemente boreale e ciò comporta che la stella sia osservabile prevalentemente dall'emisfero nord, dove si presenta circumpolare anche da gran parte delle regioni temperate; dall'emisfero sud la sua visibilità è invece penalizzata, anche se, essendo una delle stelle più meridionali della propria costellazione, è visibile più a nord della latitudine 37°S.
Essendo di magnitudine 3,74, la si può osservare anche dai piccoli centri urbani senza difficoltà, sebbene un cielo non eccessivamente inquinato sia maggiormente indicato per la sua individuazione.

## Caratteristiche fisiche
Xi Draconis è una gigante arancione di tipo spettrale K2III, 1,45 volte più massiccia del Sole. Con un raggio 40 volte superiore a quello solare e una temperatura superficiale di 4445 K, emette circa 50 volte la radiazione emessa dal Sole. Ha un'età attorno ai 3 miliardi di anni e si pensa che abbia abbandonato recentemente, (160 milioni di anni fa) la sequenza principale, avendo terminato l'idrogeno interno nel suo nucleo da convertire in elio.